# Лемпуа (приток Амидза)
Лемпуа (устар. Лемпуа-Шор) — река в России, протекает по Сысольскому району Республики Коми, правый приток реки Амидз.
Длина реки составляет 11 км. Течёт по лесистой местности на юго-восток, возле посёлка Бортом поворачивает на северо-восток и впадает в Амидз в 5 км от его впадения в Сысолу. Имеет несколько небольших притоков.

## Данные водного реестра
По данным государственного водного реестра России относится к Двинско-Печорскому бассейновому округу, водохозяйственный участок реки — Вычегда от истока до города Сыктывкар, речной подбассейн реки — Вычегда. Речной бассейн реки — Северная Двина.
Код объекта в государственном водном реестре — 03020200112103000019379.